# Discografia lui Marin Chisăr
Discografia lui Marin Chisăr cuprinde discuri de gramofon, vinil, benzi de magnetofon, casete audio, CD-uri, care conțin înregistrări realizate la Institutul de Etnografie și Folclor „Constantin Brăiloiu”, la Societatea Română de Radiodifuziune și la casele de discuri Electrecord și Vivo.

## Institutul de Etnografie și Folclor „Constantin Brăiloiu”
| Data       | Cota      | Format                 | Piese                                    | Culegător(i)                                         | Note                      |
| 05.02.1941 | indisp.   | cilindri de fonograf   | Corbea Căpitan Gheorghiță Voinicel Oleac | Emilia Comișel, Ilarion Cocișiu, Constantin Brăiloiu | balade interpretate vocal |
| 12.02.1941 | D 1378 II | shellac, 25 cm, 78 RPM | Bobocica (fluier)                        | Tiberiu Alexandru, Emilia Comișel                    | disc Electrecord          |

## Discuri Electrecord
| An   | Număr de catalog                                 | Format                   | Piese | Acompaniament                                                       |
| 1958 | EPA 2500                                         | shellac, 25 cm, 78 RPM   | Cântec de dragoste (caval) | Orchestra „Electrecord”, dirijor Nicu Stănescu                      |
| 1958 | EPA 2501                                         | shellac, 25 cm, 78 RPM   | Hora lui Nată (cimpoi) Geamparalele din Cladova (cimpoi) | Orchestra „Electrecord”, dirijor Nicu Stănescu                      |
| 1958 | EPC 143                                          | vinil, 17 cm, 33 RPM     | 4. Hora lui Nată (cimpoi) | Orchestra „Electrecord”, dirijor Nicu Stănescu                      |
| 1959 | EPA 2788                                         | shellac, 25 cm, 78 RPM   | Sârba zavarenilor (caval) | Orchestra „Electrecord”, dirijor Nicu Stănescu                      |
| 1959 | EPA 2791                                         | shellac, 25 cm, 78 RPM   | Breaza din cimpoi (cimpoi) | Orchestra „Electrecord”, dirijor Nicu Stănescu                      |
| 1963 | EPA 3204                                         | shellac, 25 cm, 78 RPM   | Hora de la Plosca (cimpoi) | Orch. Ans. „Ciocârlia”, dirijor Ion Mărgean                         |
| 1963 | EPE 0109                                         | vinil, LP, 30 cm, 33 RPM | 7. Hora de la Plosca (cimpoi) | Orch. Ans. „Ciocârlia”, dirijor Ion Mărgean                         |
| 1963 | 45-EPC 352                                       | vinil, 17 cm, 45 RPM     | 3. Doină și bătută din caval (caval) 4. Alunelul bătrânesc (caval) | orchestra Victor Predescu (3), orchestră populară (4)               |
| 1964 | EPC 494                                          | vinil, 17 cm, 33 RPM     | 1. Ca la baltă (cimpoi) 2. Horă (fluier) 3. Cântec și joc (caval) 4. Rustemul (caval) | Mică formație din O.M.P.R., dirijor Constantin Mirea                |
| 1966 | EPC 686                                          | vinil, 17 cm, 33 RPM     | 1. Doina de la Segarcea (caval) 2. Cântec (caval) 3. Jocul „Dianca” (caval) 4. Balada lui Costea (caval) 5. Brâul lui Cârna (caval) 6. Jocul „Trei păzește” (caval) | orchestra Victor Predescu                                           |
| 1961 | EPD 1033                                         | vinil, LP, 25 cm, 33 RPM | 2. Doină și bătută din caval (caval) | Orchestra „Ciocârlia” și Radioteleviziunii, dirijor Victor Predescu |
| 1969 | ST-EPE 0431 Instruments Folkloriques             | vinil, LP, 30 cm, 33 RPM | 2. Geampara (cimpoi) 4. Balada lui Costea (caval) 10. Rustemul (cimpoi) 11. Brătușca (caval) | orchestra Gheorghe Zamfir                                           |
| 1969 | EPE 0471 / ST-EPE 0472 transf. în STM-EPE 0879   | vinil, LP, 30 cm, 33 RPM | 2. Hora de la Goicea (fluier) 7. Joc din cimpoi (cimpoi) 10. Mândrele (fluier) | Orch. Ans. „Ciocârlia”, dirijor Tudor Pană                          |
| 1971 | ST-EPE 0535 Rencontre avec la Roumanie «Olténie» | vinil, LP, 30 cm, 33 RPM | 2. Hora de la Plosca (cimpoi) 4. Galaonul (caval) 6. Doina de la Calafat (fluier) 7. Pe vale, puică, pe vale (cimpoi) 8. Breaza (fluier) 10. Găile (caval) | orchestra Constantin Busuioc                                        |
| 1977 | ST-EPE 01362 Un virtuose des flutes roumaines    | vinil, LP, 30 cm, 33 RPM | 1. Doină și Sârbă oltenească (fluier) 2. Floricea măruntă (caval) 3. Mărunțica (fluier) 4. Sârbă oltenească (fluier) 5. Ca pe luncă și Brâuleț (fluier) 6. Voinicel Oleac și Horă (caval) 7. Doină păstorească (caval) 8. Horă, Doină și Horă (fluier) 9. Brâul din Bârca și Doină (caval) | orchestra Gheorghe Zamfir                                           |

## Producții străine
| An      | Producător | Nr. cat. și titlu disc       | Format                   | Piese                                                 | Acompaniament                                     | Note               |
| 1960    | Artia      | ALP 116 Rumania, Rumania     | vinil, LP, 30 cm, 33 RPM | A1. Hora lui Nată (cimpoi)                            | orchestra Nicu Stănescu                           | înreg. Electrecord |
| 1970    | Arion      | ALP 116 Les flûtes roumaines | vinil, LP, 30 cm, 33 RPM | B5. Cântec lui Oleac (caval) B6. Jocul Dianca (caval) | Ansamblul „Ciocârlia”                             | —                  |
| indisp. | Philips    | PHI 447 Roumanian Romance    | vinil, LP, 30 cm, 33 RPM | 10. Doina și bătuta din caval                         | Orch. „Ciocârlia” și RTV, dirijor Victor Predescu | înreg. Electrecord |

## Discuri Vivo
| An   | Nr. cat. și titlu disc                             | Format       | Piese | Acompaniament             |
| 1994 | VR-025 Greatest Instrumentalists of Romanian Music | casetă audio | 1. Jocul Ghighilicea (fluier) 2. Trei păzește (fluier) 3. Cântec de pe uliță (fluier) 4. Melodii populare din Goicea Mare (fluier) 5. Balada, Voinicel Oleac (caval) 6. Hora de la Plosca (caval) 7. Brâul lui Ceausu (caval) 8. Brâtușca (fluier) 9. Rustemul (fluier) 10. Doină (fluier) 11. Ca din cimpoi (cimpoi) 12. Brâu și doină oltenească (fluier) 13. Sârba de la Băilești (fluier) 14. Balada Boul (caval) 15. Sârba din cimpoi (cimpoi) 16. Rustemul oltenesc (caval) | orchestra Paraschiv Oprea |

## ÎnregistrăriRadio România
Toate înregistrările lui Marin Chisăr din Fonoteca Radio România au fost efectuate pe benzi de magnetofon.
| Anul înreg. | Piese | Acompaniament                                        | Note                        |
| 1957        | Horă (fluier) Vulpea (fluier) | O.M.P.R., dirijor Radu Voinescu                      | —                           |
| 1958        | Hora de la Plosca (cimpoi) Geamparalele (cimpoi)                                                                                      | Orch. Ans. „Ciocârlia”, dirijor Ion Mărgean          | —                           |
| 1962        | Sârbă oltenească (fluier) | O.M.P.R., dirijor Radu Voinescu                      | —                           |
| 1964        | Ca la baltă (cimpoi) Cântec și joc (caval) Horă (fluier) Rustemul (caval)                                                             | Mică formație din O.M.P.R., dirijor Constantin Mirea | transpuse pe discul EPC 494 |
| 1973        | Sârbă | O.M.P.R., dirijor Radu Voinescu                      | —                           |
| 1975        | Joc bătrânesc | O.M.P.R., dirijor Nelu Stan                          | —                           |
| 1992        | Brâul de la Dunăreni (fluier) Ca din caval și Hora bătrânească (caval) Cântec de uliță Hora de la Goicea Mare (fluier) Sârba din Gorj | O.M.P.R., dirijor Paraschiv Oprea                    | —                           |
| indisp.     | Bobocica (fluier) | O.M.P.R.                                             | —                           |
| indisp.     | Hora de la Cârna | orchestra Florea Cioacă                              | —                           |
| indisp.     | Sârba flăcăilor (fluier) | O.M.P.R.                                             | —                           |
| indisp.     | Sârba lui Micu (fluier) | O.M.P.R., dirijor Victor Predescu                    | —                           |